# Сабинський район
Сабинський район (рос. Сабинский район, тат. Саба районы) — муніципальний район у складі Республіки Татарстан Російської Федерації.
Адміністративний центр — селище міського типу Богаті Саби.

## Адміністративний устрій
До складу району входять одне міське та 19 сільських поселень:
1. міське поселення Богаті Саби
2. Артаське сільське поселення
3. Великокібячинське сільське поселення
4. Великониртинське сільське поселення
5. Великошинарське сільське поселення
6. Великоєсіметське сільське поселення
7. Євлаштауське сільське поселення
8. Ізминське сільське поселення
9. Іштуганське сільське поселення
10. Кільдебяцьке сільське поселення
11. Корсабаське сільське поселення
12. Мешинське сільське поселення
13. Мичанське сільське поселення
14. Нижньошитцинське сільське поселення
15. Сатишевське сільське поселення
16. Староікшурминське сільське поселення
17. Тімершицьке сільське поселення
18. Шеморданське сільське поселення
19. Шикшинське сільське поселення
20. Юлбатське сільське поселення